# Mini-jurk

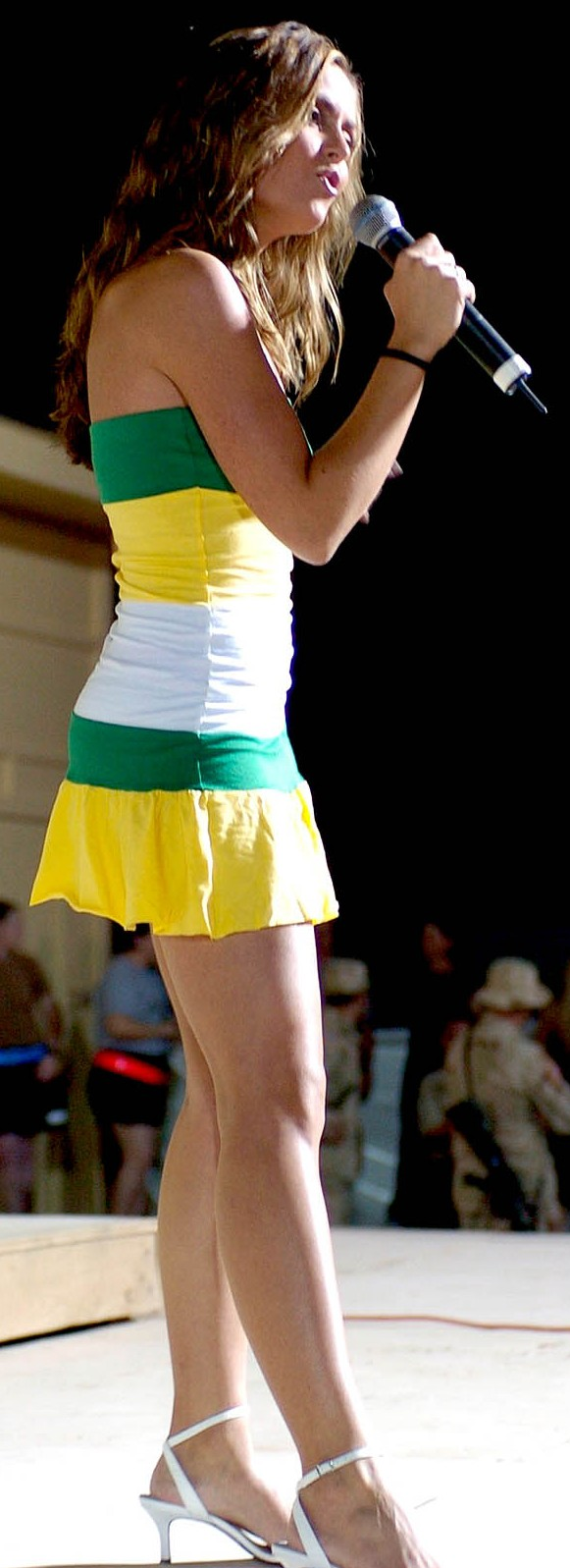
Zangeres Angela Lanza in een mini-jurk

Een mini-jurk is een kledingstuk voor vrouwen: een jurk, dus met bovenstuk en rok als één geheel vervaardigd, zij het dat de jurk een stuk boven de knie (circa 10 tot 20 cm) eindigt. De mini-jurk is van iets oudere datum dan de minirok, maar werd eerst vanaf de jaren zestig populair bij bredere lagen van de bevolking. Een doorbraak was het huwelijk van een van de Beatles, Paul McCartney, toen hij in 1969 trouwde met een in witte mini-jurk geklede Linda Eastman.
Rond 1969 ontwierpen veel modeontwerpers, onder wie Pierre Cardin, maxi-jassen die bij mini-jurken gedragen konden worden, bijvoorbeeld als avondensemble.
Mini-jurken worden in evenveel stoffen en varianten vervaardigd als andere bovenkleding van vrouwen, van katoen en leer tot puur synthetische stoffen.